# بزرگی دهلیز
بزرگ شدگی دهلیز(به انگلیسی: Atrial enlargement) اشاره به وضعیتی دارد که در آن دهلیز چپ یا دهلیز راست در قلب بزرگ‌تر از اندازه طبیعی‌است. این مشکل همچنین می‌تواند هر دو دهلیز را تحت تأثیر قرار دهد.و معمولاً ناشی از نقائص دریچه‌های قلبی یا نقائص مادرزادی است.

## انواع
بزرگ‌شدن دهلیز دو نوع است:
- بزرگ‌شدن دهلیز راست مثلاً بر اثر نارسایی دریچه سه‌لتی
- بزرگ‌شدن دهلیز چپ مثلاً بر اثر نارسایی دریچه میترال